# Joakim Wasiliadis
Joakim Wasiliadis (gr. Ιωακείμ Βασιλειάδης; ur. 24 stycznia 1965) – grecki zapaśnik walczący w stylu wolnym. Olimpijczyk z Barcelony 1992, gdzie zajął dziewiąte miejsce w kategorii 74 kg.
Dziewiąty na mistrzostwach świata w 1987. Szósty na mistrzostwach Europy w 1991. Wicemistrz igrzysk śródziemnomorskich w 1987 i 1991 roku.
- Turniej w Barcelonie 1992

Przegrał z Park Jang-sunem z Korei Południowej i Amir Rezą Chademem z Iranu i odpadł z turnieju.